# 通信総合研究所
通信総合研究所（Communications Research Laboratory, 略称：CRL）は、情報通信に関する研究、無線機器の型式認定などを行っていた日本の研究機関である。2004年（平成16年）に統合され情報通信研究機構（NICT）となった。
逓信省電気試験所を淵源として、1952年（昭和27年）8月1日に、郵政省付属機関の「電波研究所」（郵政省電波研究所）として、電離層や電波伝搬の研究を行う電波観測所、標準電波の発射、電波技術の調査研究、無線機器の型式検定等の部門を統合し、3部7課と5電波観測所、定員380名、予算1億8000万円で発足した。

## 沿革
- 1896年（明治29年）10月 - 逓信省電気試験所において無線電信の研究を開始
- 1915年（大正4年）1月 - 逓信省電気試験所平磯出張所を設立
- 1935年（昭和10年）5月 - 無線機器の型式検定業務を開始
- 1940年（昭和15年）1月 - 標準電波（JJY）発射業務を開始（検見川）
- 1948年（昭和23年）6月 - 文部省電波物理研究所を統合
- 1952年（昭和27年）8月 - 郵政省電波研究所の発足
- 1964年（昭和39年）5月 - 鹿島支所を開設（直径30mパラボラアンテナ施設を完成）
- 1988年（昭和63年）4月 - 電波研究所を通信総合研究所に名称変更（郵政省 通信総合研究所）
- 1989年（平成元年）5月 - 関西支所の発足、鹿島支所と平磯支所を統合した関東支所の発足
- 1997年（平成9年）7月 - 横須賀無線通信研究センターの発足
- 2000年（平成12年）7月 - けいはんな情報通信融合研究センターの開設
- 2001年（平成13年）
  - 1月 - 郵政省が総務省に再編（総務省 通信総合研究所）
  - 4月 - 独立行政法人化される（独立行政法人 通信総合研究所）
- 2002年（平成14年）8月 - アジア研究連携センターの開設
- 2004年（平成16年）4月 - 通信総合研究所と通信・放送機構が統合し、独立行政法人情報通信研究機構（NICT）として発足

## 主な成果
- NASAと共同で、成層圏を飛行する無人ソーラープレーンを使ったデジタルハイビジョン放送の中継実験を行う - 2002年（平成14年）6月26日